# Uttertjärnen (Voxna socken, Hälsingland, 682410-148100)
Uttertjärnen är en sjö i Ovanåkers kommun i Hälsingland och ingår i Ljusnans huvudavrinningsområde.